# AirPods Max

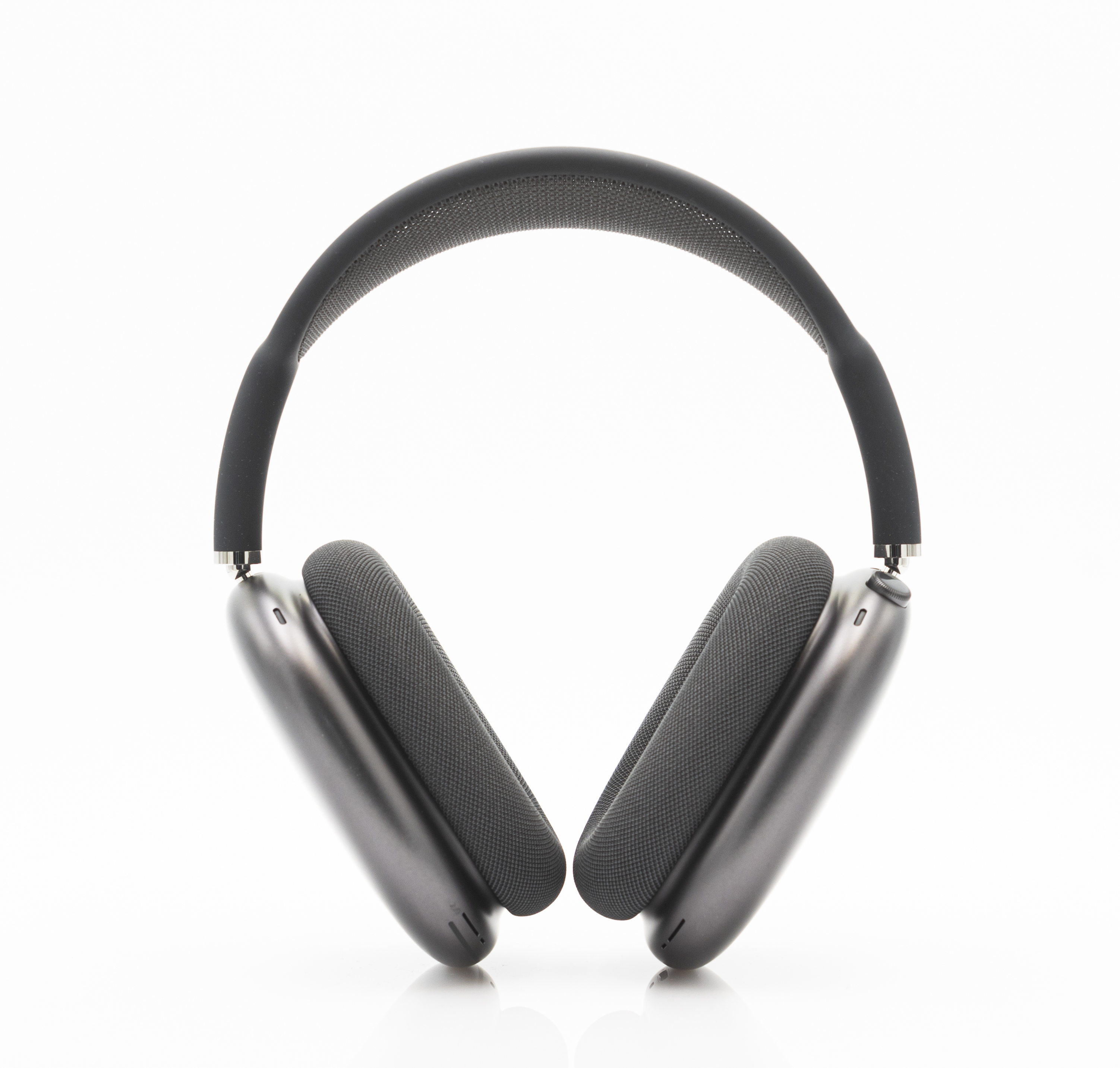
太空灰色AirPods Max

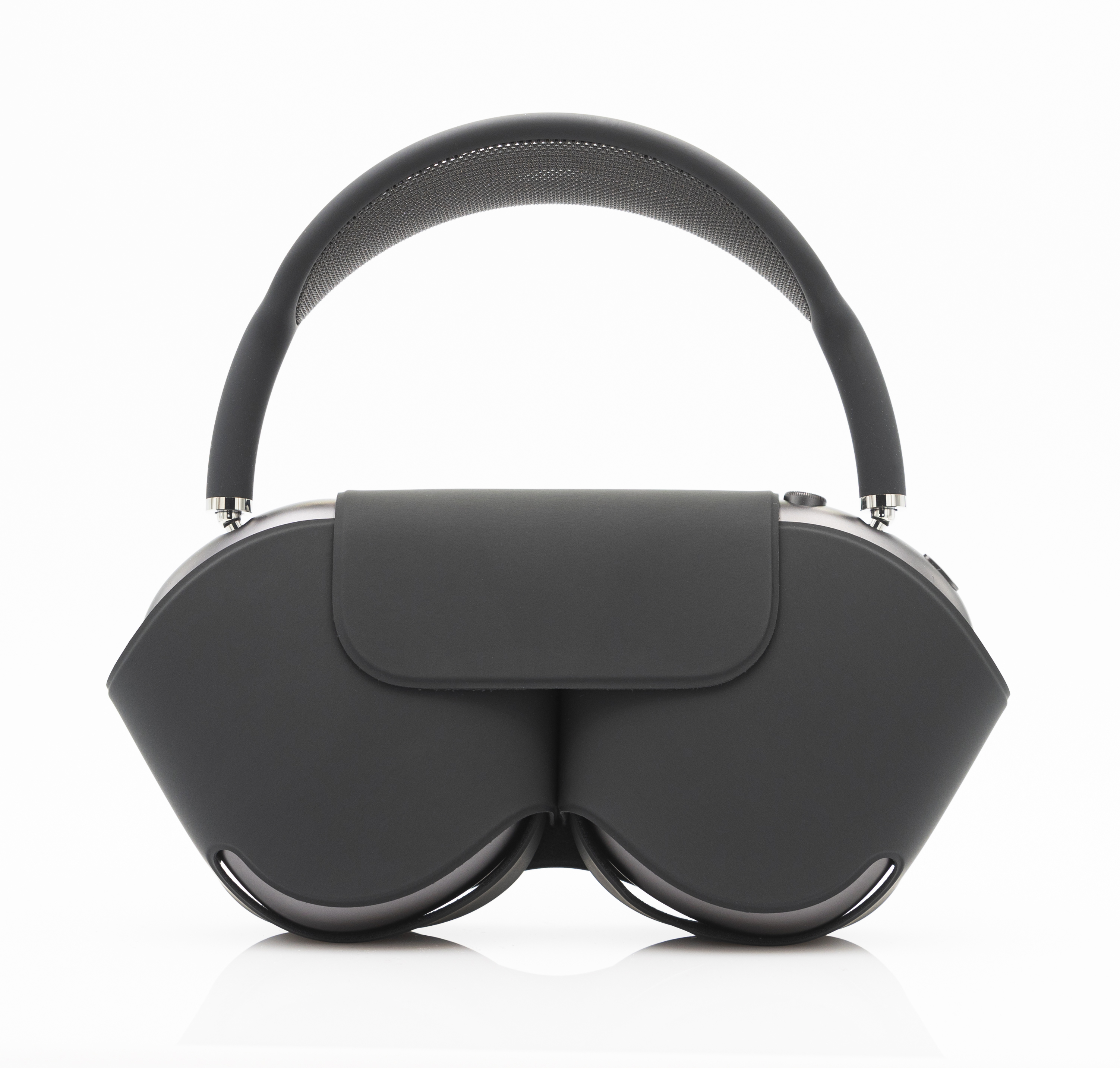
AirPods Max收納袋

AirPods Max是蘋果公司于2020年12月15日發售的无线蓝牙头戴式耳机。AirPods Max內置Apple H1 耳机芯片，搭载苹果主动降噪技术，可以阻挡外界噪音。用户可以通過耳機可以控制音频播放、音量和使用 Siri   。AirPods Max的电池续航时间约为20小时，充电5分钟可以收聽约1.5小时。AirPods Max通过闪电接口或USB-C（支持 USB-C 的 AirPods Max）充电。AirPods Max適用於iOS 14.3 、iPadOS 14.3、macOS Big Sur 11.1、watchOS 7.2、 tvOS 14.3版本及以上的Apple設備。

## 固件更新
3E751